# Trnová (okres Praha-západ)
Trnová (německy Tirnau) je obec v okrese Praha-západ ve Středočeském kraji, asi 17 km jižně od Prahy. Žije zde 607 obyvatel.

## Historie

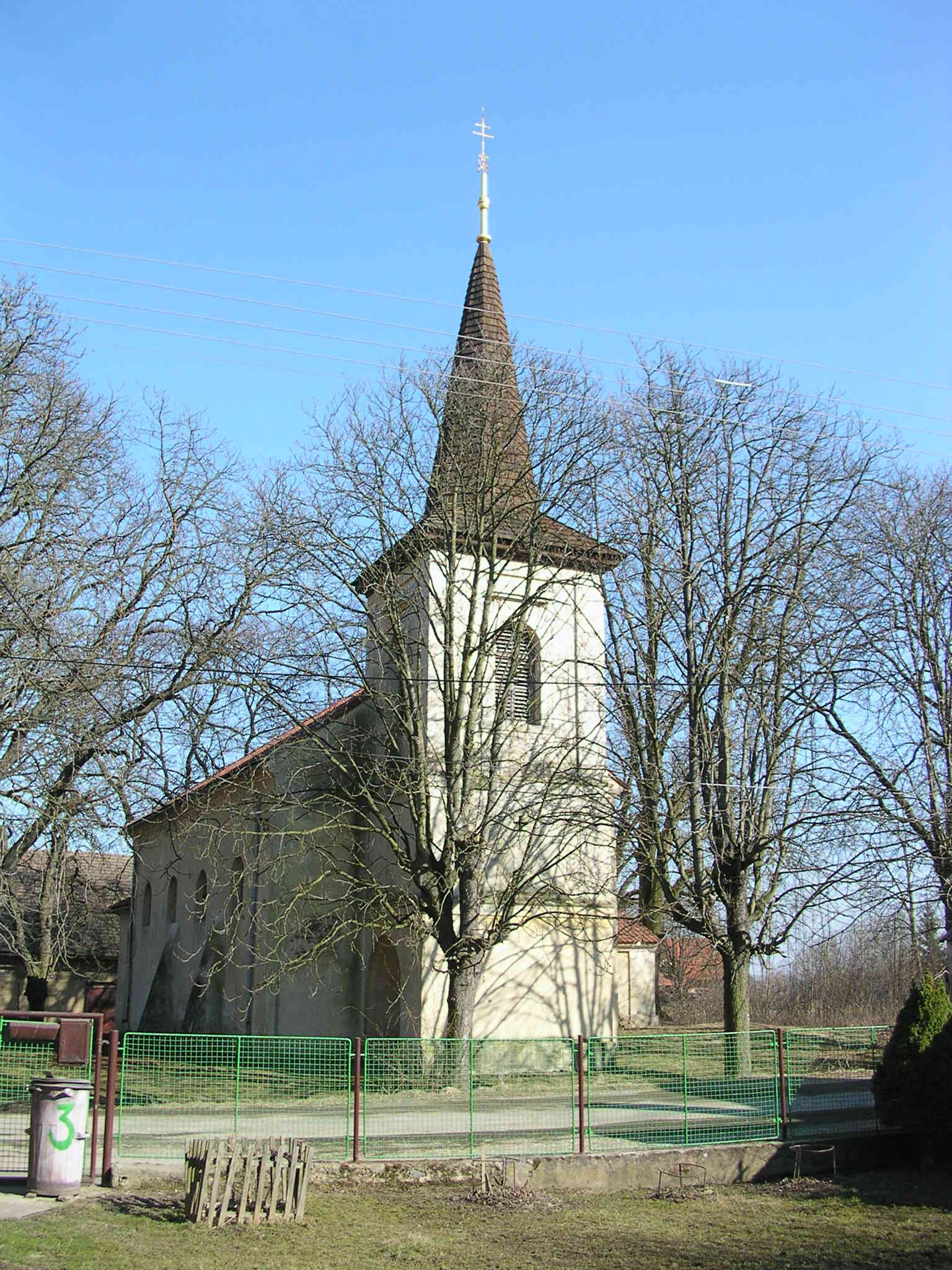
Kostel sv. Ducha

### Založení vsi
Roku 1342 břevnovský klášter pověřil vladyky z Kosoře založit vesnici Trnová, jíž přiznal právo zřídit krčmu, kovárnu, mlýn a lazebnu, zároveň byly položeny základy kostela sv. Ducha. Z 1. poloviny 14. století se dochoval gotický portál zazděný na severní straně. Kostel je poprvé písemně doložen k roku 1359, a to jako farní.

### Zámek a velkostatek
Nejstarší část zámku byla vystavěna roku 1688 jako ubytování pro dominikány od sv. Jiljí z Prahy. Ve 20. letech 18. století vznikl v areálu zámku panský velkostatek. Roku 1759 koupil Trnovou rytíř Kristián Josef Paulin von Gfässer, během jeho vlastnictví začalo být sídlo označováno jako zámek. V roce 1789 koupil zámek Jan Ferdinand ze Schönfeldu. Pak zde byla obecná škola a první rolnická škola v Čechách.
Roku 1838 koupil místní velkostatek Václav Škroup, bratr Františka Škroupa, autora nápěvu české hymny. František Škroup v Trnové často pobýval. Často chodil na vyhlídku na vltavské údolí zvanou Kazatelna (dnes Škroupova vyhlídka) a podle místní tradice právě zde vznikl nápěv písně Kde domov můj. V kostele svatého Ducha má rodina Škroupova hrobku.

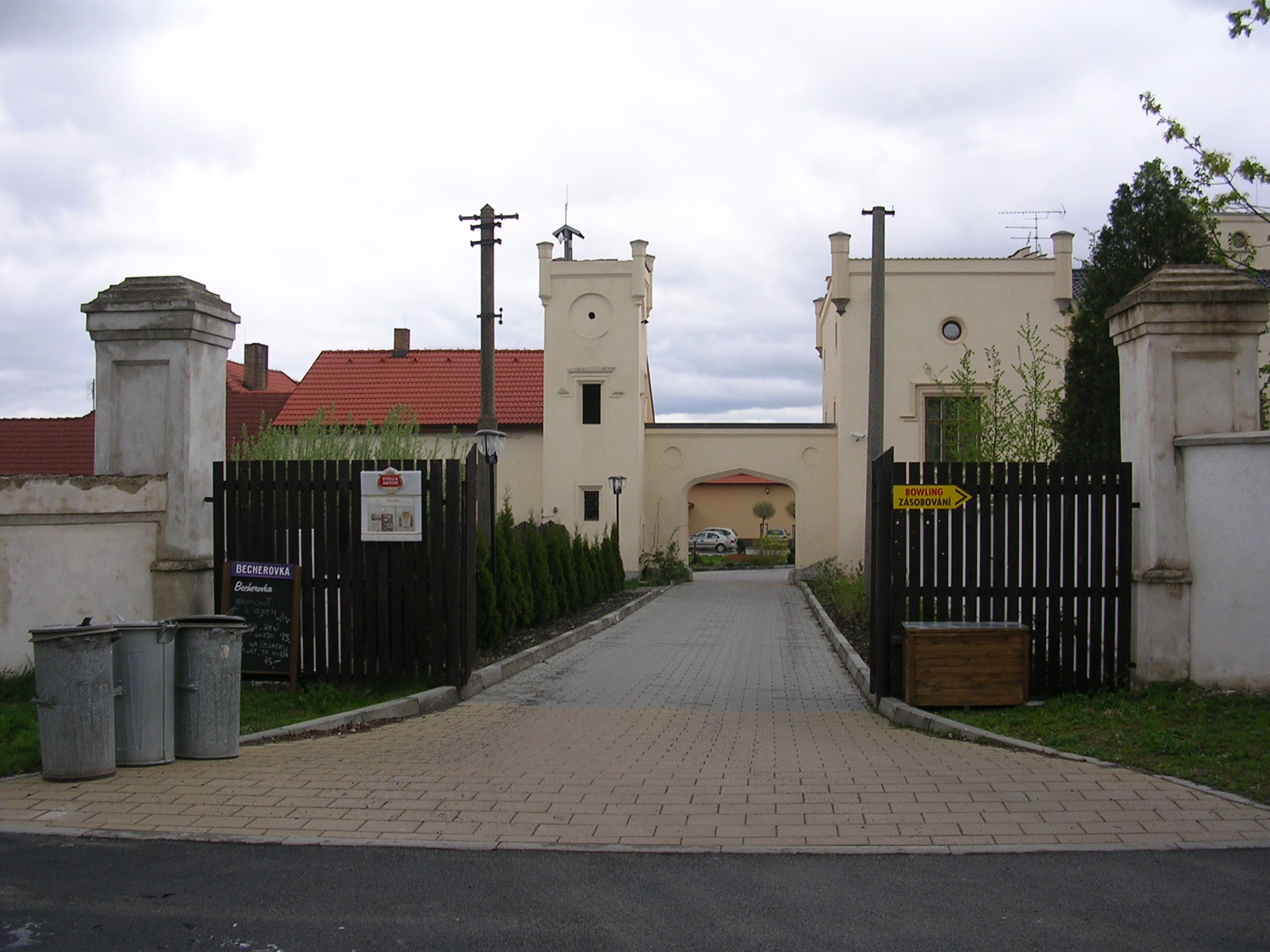
Zámek Trnová

Roku 1860 Trnovou koupil Vincenc (Čeněk) Daněk, který o šest let dříve založil v Karlíně strojírenskou továrnu, která byla základem pozdějšího koncernu ČKD. Zámek rekonstruoval v romantickém stylu. Další majitel Maximilián svobodný pán Scharschmied z Adlerstreu provozoval v zámku pivovar.
Velkostatek koupil 10. srpna 1907 velkostatek Václav Schloger, který se zaměřil na pěstování obilí, chov skotu a dodávky mléka do Prahy. V letech 1907 (1908) až 1911 na zámku často pobývala Ema Destinnová.
V roce 1950 zde vzniklo první jednotné zemědělské družstvo v okrese. Schlogerův majetek byl znárodněn a budova zámku sloužila nejprve jako archiv a pak jako skladiště. Roku 1967 se zámek dostal do soukromého vlastnictví. Po roce 1989 byl zdevastovaný zámek se statkem v restituci vrácen rodině Schlogerů. V roce 2006 jej koupili a poté zrekonstruovali manželé Ivan Pilip a Lucie Pilipová.
Nynější Trnovská krčma má v základech gotické klenby původní krčmy, které zdejší pivovar využíval k chlazení piva. Krčma prošla kolem roku 2008 rekonstrukcí.

## Obecní správa

### Části obce
- Trnová (k. ú. Trnová u Jíloviště)

K obci patří také Leznice, Masojídka a V Remízku.
Sousedními obcemi sídla jsou Vrané nad Vltavou, Klínec, Jíloviště a Měchenice.

### Územněsprávní začlenění
Dějiny územněsprávního začleňování zahrnují období od roku 1850 do současnosti. V chronologickém přehledu je uvedena územně administrativní příslušnost obce (osady) v roce, kdy ke změně došlo:
- 1850 země česká, kraj Praha, politický okres Smíchov, soudní okres Zbraslav[7]
- 1855 země česká, kraj Praha, soudní okres Zbraslav
- 1868 země česká, politický okres Smíchov, soudní okres Zbraslav
- 1927 země česká, politický okres Praha-venkov, soudní okres Zbraslav[8]
- 1939 země česká, Oberlandrat Praha, politický okres Praha-venkov, soudní okres Zbraslav[9]
- 1942 země česká, Oberlandrat Praha, politický okres Praha-venkov-jih, soudní okres Zbraslav[10]
- 1945 země česká, správní okres Praha-venkov-jih, soudní okres Zbraslav[11]
- 1949 Pražský kraj, okres Praha-jih[12]
- 1960 Středočeský kraj, okres Praha-západ
- 2003 Středočeský kraj, obec s rozšířenou působností Černošice

## Společnost

### Rok 1932
V obci Trnová (přísl. Holubovský Mlýn, 216 obyvatel, katol. kostel) byly v roce 1932 evidovány tyto živnosti a obchody: obchod s cukrovinkami, 2 hostince, kapelník, kolář, kovář, 2 mlýny, modistka, 3 obchody se smíšeným zbožím, trafika, velkostatek, zahradník.

## Pamětihodnosti
- Kostel sv. Ducha
- Zámek Trnová

## Nová zástavba
Po roce 1990 probíhá v obci rozsáhlá výstavba rodinných domů, mnohé ve stylu podnikatelského baroka.

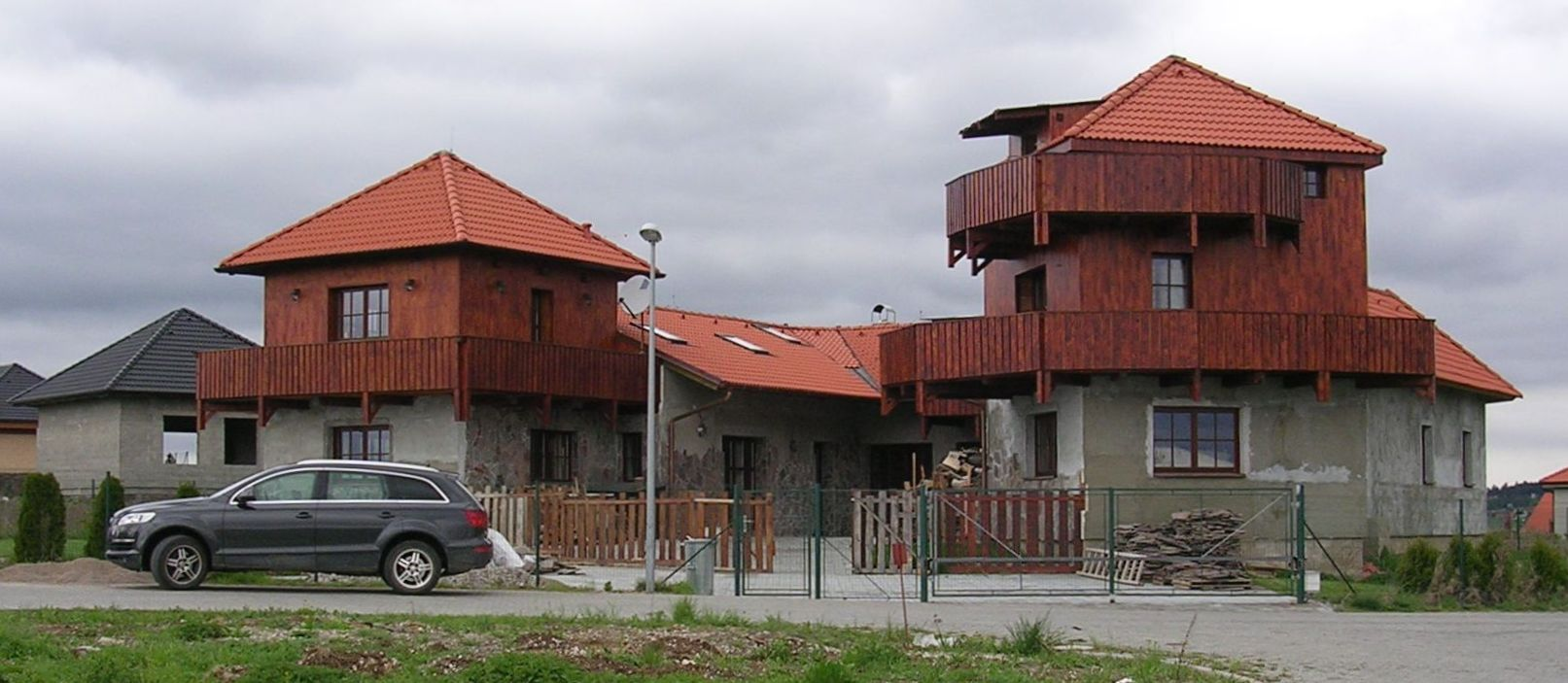
Nová zástavba

## Doprava

### Dopravní síť
Do obce vede silnice III. třídy. Po hranici území obce po levém břehu Vltavy bez napojení na obec vede silnice II/102 Praha-Zbraslav – Štěchovice – Chotilsko – Nečín – Obory – Kamýk nad Vltavou – Krásná Hora nad Vltavou – Milešov – Milevsko. Železniční trať ani stanice či zastávka na území obce nejsou.

### Autobusová doprava 2024
Autobusovou dopravu v obci Trnová zajišťuje společnost Martin Uher. Obec je součástí Pražské integrované dopravy (PID). V obci se nacházejí zastávky Trnová a Trnová,Domov Borová. Autobusová linka 318 zajišťuje spojení mezi Smíchovským nádražím, Malou Chuchlí, Lahovičkami, Lahovicemi, Zbraslaví, Jílovištěm, Trnovou, Klíncem, Líšnicí a Řitkou.

## Galerie

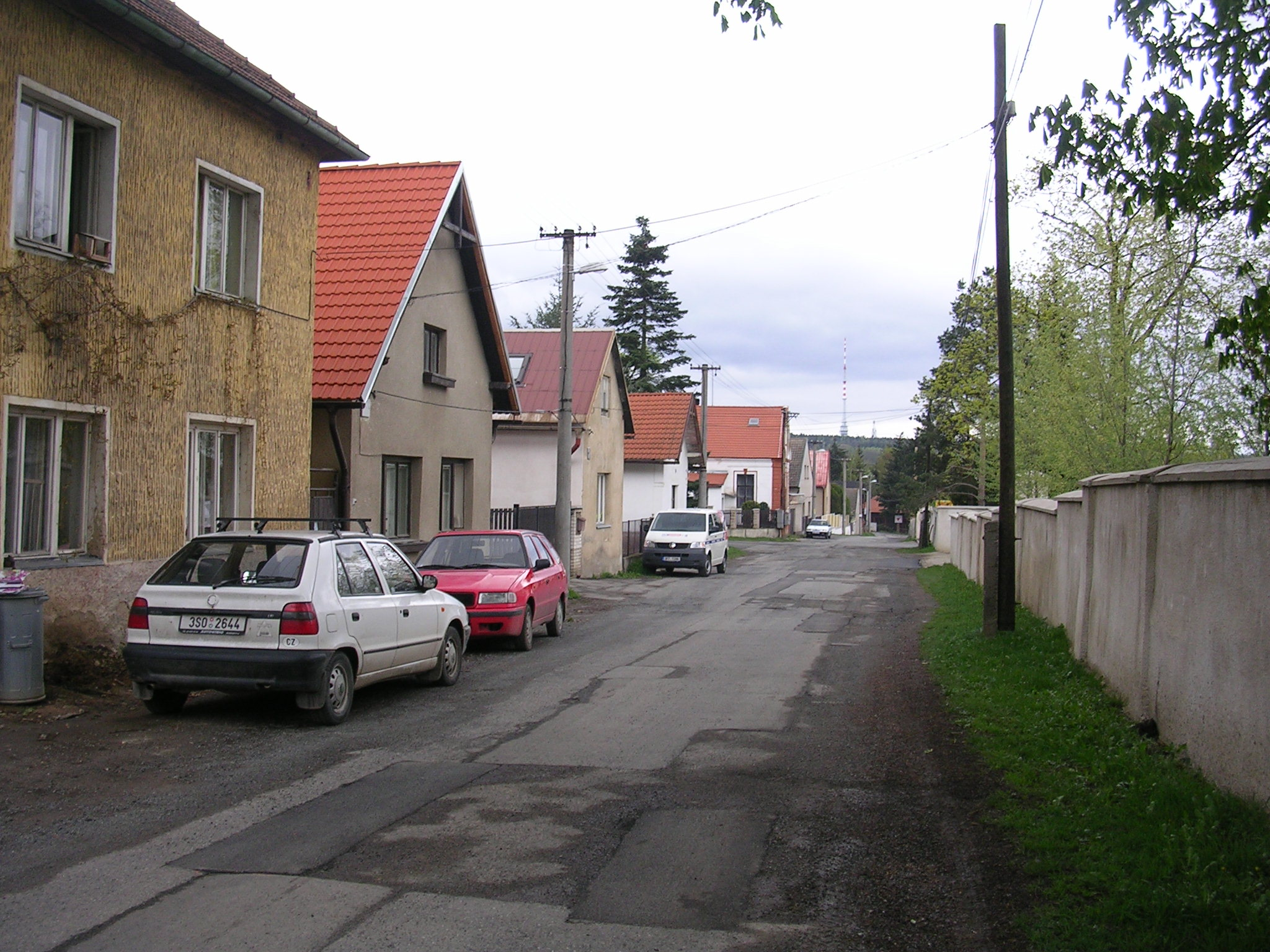
Starší část obce, ulice podél zámku
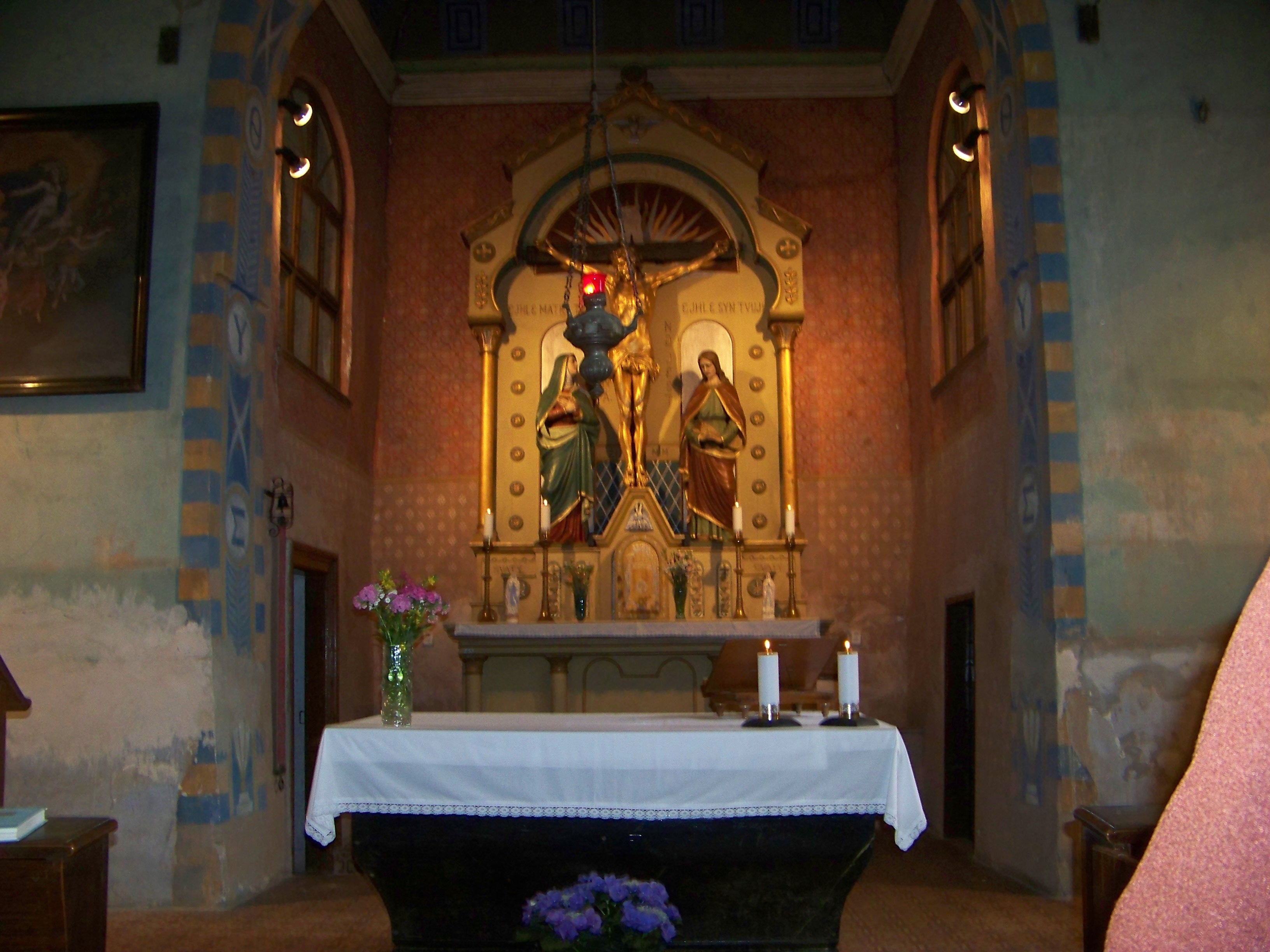
Oltář v místním kostele
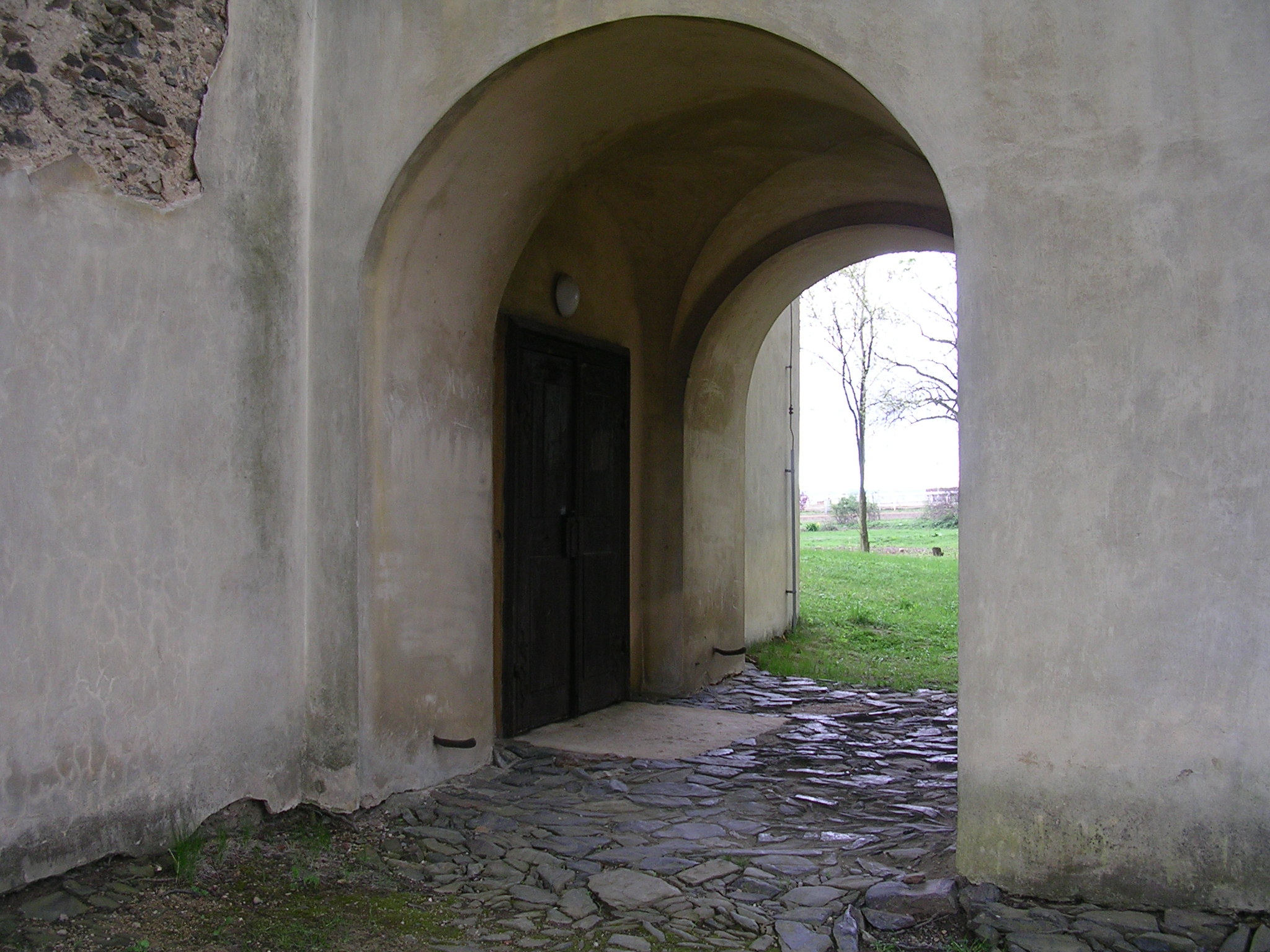
Vchod do kostela
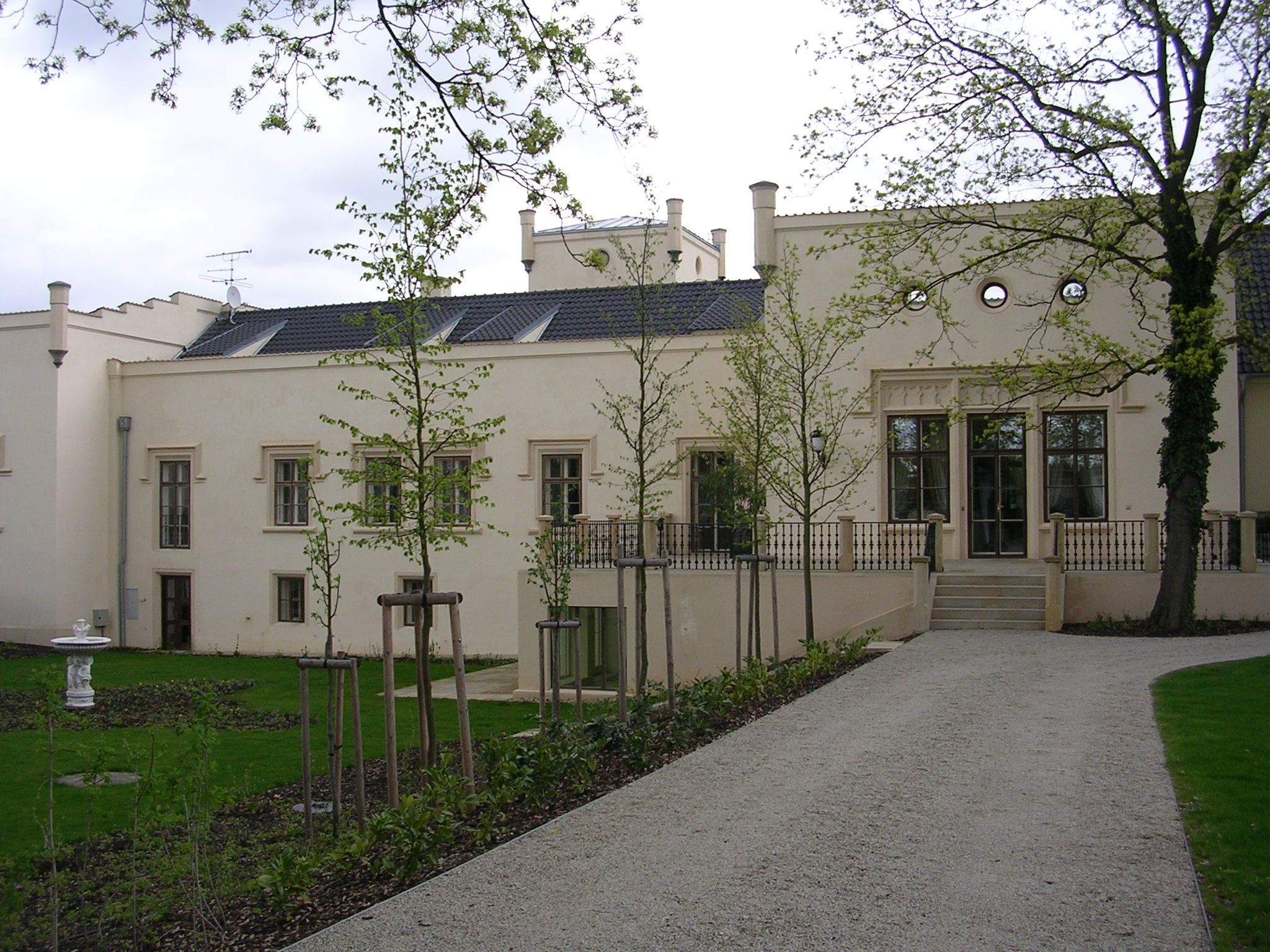
Zámecký hotel
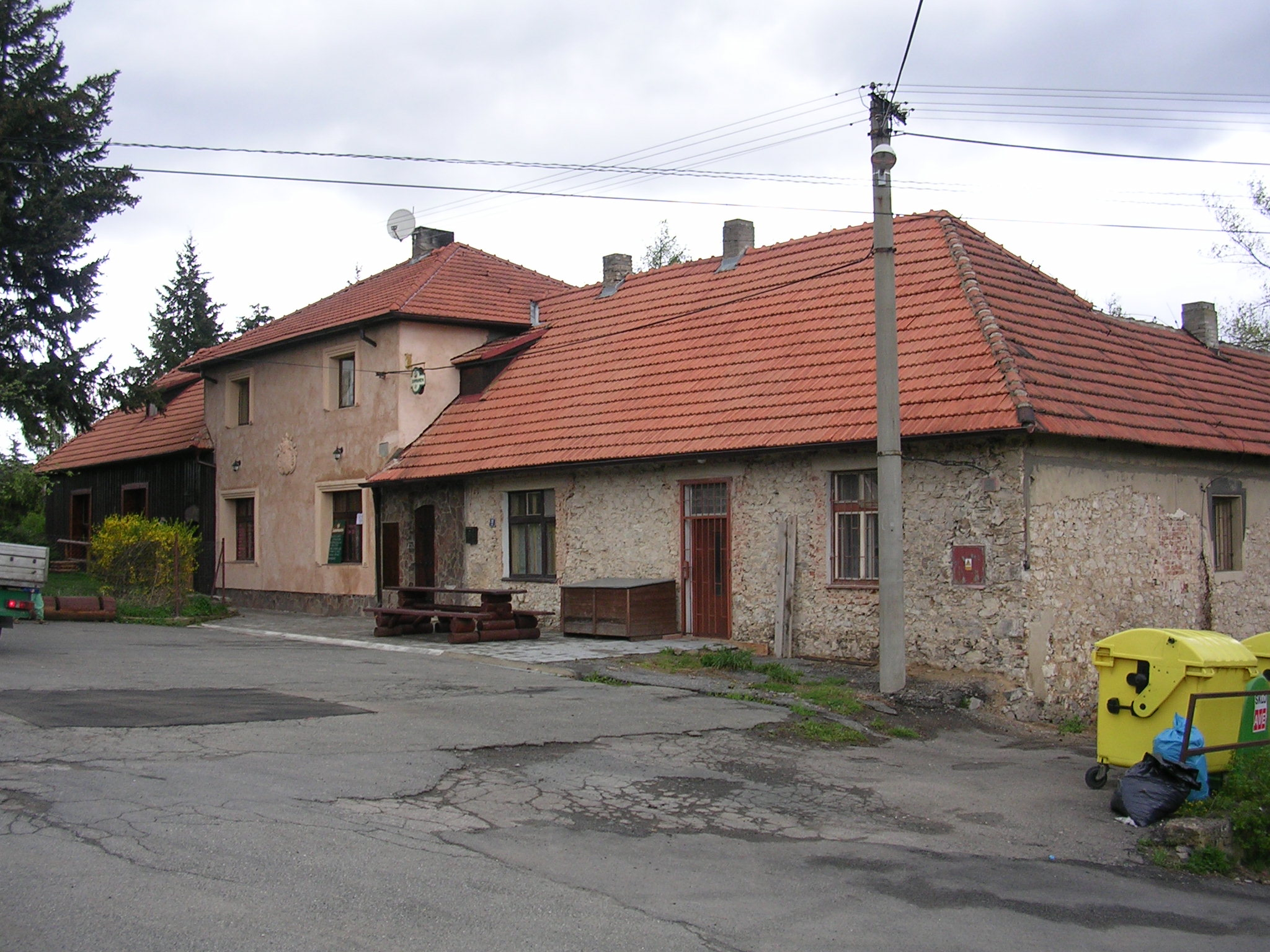
Trnovská krčma